# トロント・ドミニオン銀行

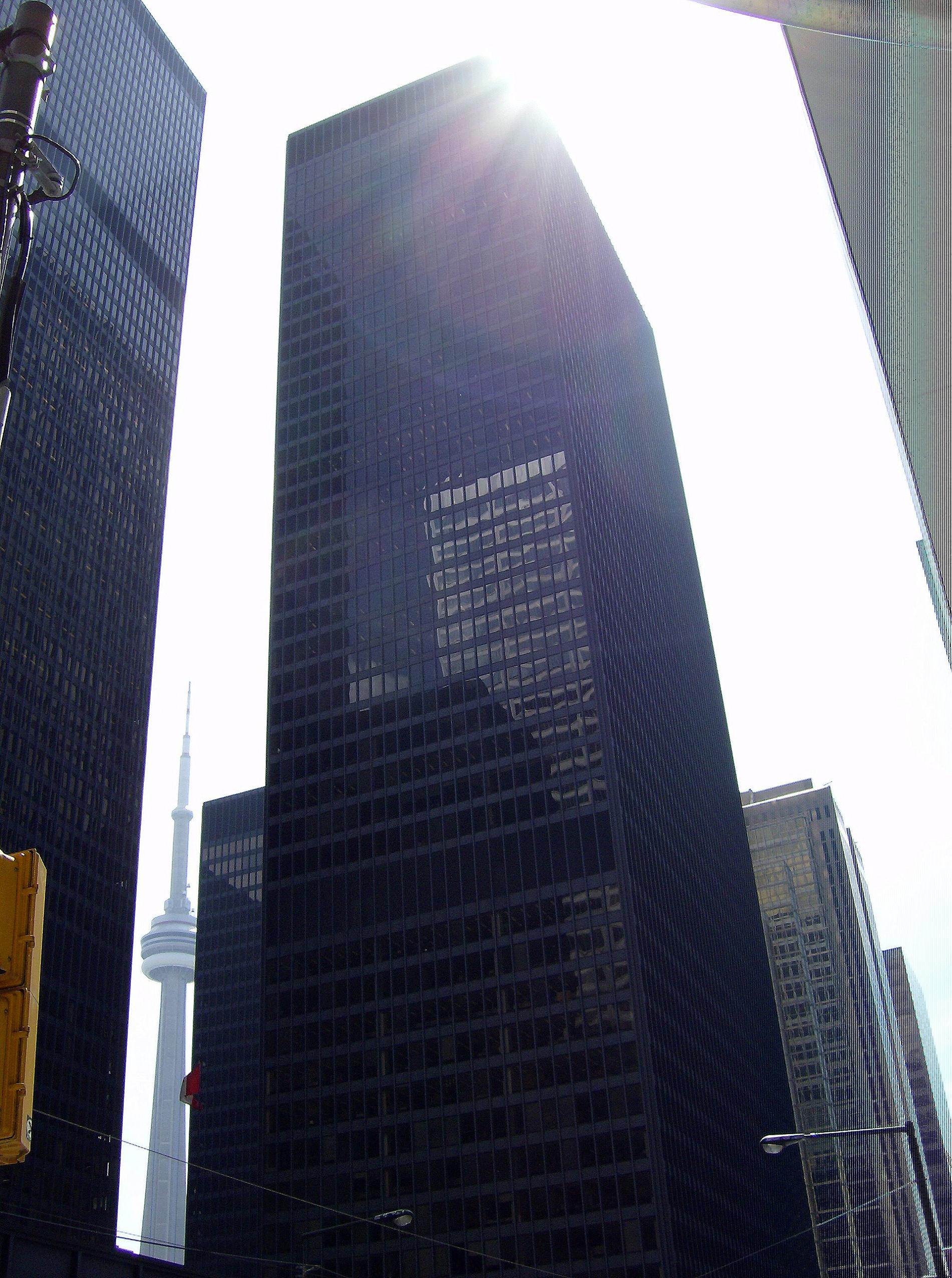
本社ビルのトロント・ドミニオン・センター

トロント・ドミニオン銀行（トロント・ドミニオンぎんこう、英称: The Toronto-Dominion Bank、略称: TD、TSX: TD、NYSE: TD）は、カナダのトロントに本社を置く銀行である。カナダ五大銀行のひとつで銀行としては総資産と時価総額でカナダ国内第2位の規模をもつ。一般には略称で「TDまたはTDバンク」とも呼ばれる。
トロント・ドミニオン銀行フィナンシャル・グループの企業ブランドのもと、銀行と各関連子会社によって組織・運営されている。

## 業務部門
- TDカナダ・トラスト
  - TD銀行のカナダ国内における個人、スモールビジネス、市中銀行部門を運営。
- TDバンク・ノース
  - アメリカ北東部を中心に、個人、市中銀行部門を運営。
- TDアメリトレード
  - オンライン証券部門。
- TDウォーターハウス
  - 投資と資産運用部門。
- TD保険
  - 保険の商品とサービスを提供。
- TDコマーシャル・バンキング
  - 国際市中銀行部門。
- TDアセット・マネジメント
  - 国際資産管理部門。
- TDセキュリティ
  - 国際法人部門。